# Protosticta davenporti
Protosticta davenporti – gatunek ważki z rodziny Platystictidae.